# Lafresnaya lafresnayi
Lafresnaya lafresnayi е вид птица от семейство Колиброви (Trochilidae), единствен представител на род Lafresnaya.

## Разпространение
Видът е разпространен във Венецуела, Еквадор, Колумбия и Перу.